# Каинды (Западно-Казахстанская область)
Каинды (каз. Қайыңды) — село в Чингирлауском районе Западно-Казахстанской области Казахстана. Входит в состав Карагашского сельского округа. Код КАТО — 276643400.

## Население
В 1999 году население села составляло 403 человека (203 мужчины и 200 женщин). По данным переписи 2009 года, в селе проживали 264 человека (137 мужчин и 127 женщин).